# St. Michaels (Maryland)
St. Michaels és una població dels Estats Units a l'estat de Maryland. Segons el cens del 2000 tenia 1.193 habitants.

## Demografia
Segons el cens del 2000, St. Michaels tenia 1.193 habitants, 548 habitatges, i 340 famílies. La densitat de població era de 555 habitants per km².
Dels 548 habitatges en un 25% hi vivien nens de menys de 18 anys, en un 39,6% hi vivien parelles casades, en un 17,7% dones solteres, i en un 37,8% no eren unitats familiars. En el 34,1% dels habitatges hi vivien persones soles el 19,2% de les quals corresponia a persones de 65 anys o més que vivien soles. El nombre mitjà de persones vivint en cada habitatge era de 2,18 i el nombre mitjà de persones que vivien en cada família era de 2,75.
Per edats la població es repartia de la següent manera: un 24,2% tenia menys de 18 anys, un 4,5% entre 18 i 24, un 21,3% entre 25 i 44, un 26,1% de 45 a 60 i un 23,9% 65 anys o més.
L'edat mediana era de 45 anys. Per cada 100 dones de 18 o més anys hi havia 80,4 homes.
La renda mediana per habitatge era de 32.578 $ i la renda mediana per família de 39.821 $. Els homes tenien una renda mediana de 30.438 $ mentre que les dones 23.250 $. La renda per capita de la població era de 28.131 $. Entorn de l'11,1% de les famílies i el 15% de la població estaven per davall del llindar de pobresa.

## Poblacions més properes
El següent diagrama mostra les poblacions més properes.